# Żyj intensywnie
Żyj intensywnie è il sesto singolo della cantante pop polacca Kasia Cerekwicka estratto dal suo terzo album di studio Pokój 203.

## Classifiche
| Classifica (2008) | Posizione massima |
| ----------------- | ----------------- |
| Polonia           | 35                |